# Врановац (Јагодина)
Врановац је насељено место града Јагодине у Поморавском округу. Према попису из 2022. има 113 становника (према попису из 2011. било је 137 становника).
Овде се налазе Запис Миланов и Будимиров јавор код цркве (Врановац) и Запис Пауновића дуд (Врановац).

## Историја
До Другог српског устанка Врановац (тада познат и као Врањевац) се налазио у саставу Османског царства. Након Другог српског устанка Врановац улази у састав Кнежевине Србије и административно је припадао Јагодинској нахији и Левачкој кнежини све до 1834. године када је Србија подељена на сердарства. Пре Другог светског рата село Врановац је имало своју општину којој су припадала још нека села. Према попису из 1931. године општина врановачка имала је 1.627 становника.

## Демографија
У насељу Врановац живи 130 пунолетних становника, а просечна старост становништва износи 45,5 година (42,6 код мушкараца и 48,3 код жена). У насељу има 65 домаћинстава, а просечан број чланова по домаћинству је 2,45.
Ово насеље је великим делом насељено Србима (према попису из 2002. године), а у последња три пописа, примећен је пад у броју становника.
|  |

| Демографија | Демографија | Демографија |
| Година      | Становника  | Становника  |
| ----------- | ----------- | ----------- |
| 1948.       | 558         |             |
| 1953.       | 501         |             |
| 1961.       | 402         |             |
| 1971.       | 287         |             |
| 1981.       | 233         |             |
| 1991.       | 201         | 195         |
| 2002.       | 159         | 170         |
| 2011.       | 137         |             |
| 2022.       | 113         |             |

| Етнички састав према попису из 2002.‍ | Етнички састав према попису из 2002.‍ | Етнички састав према попису из 2002.‍ | Етнички састав према попису из 2002.‍ | Етнички састав према попису из 2002.‍ |
| ------------------------------------ | ------------------------------------ | ------------------------------------ | ------------------------------------ | ------------------------------------ |
|                                      |                                      |                                      |                                      |                                      |
| Срби                                 | Срби                                 |                                      | 155                                  | 97,48%                               |
| непознато                            | непознато                            |                                      | 4                                    | 2,51%                                |

| Врановац у пописима Јагодинске нахије — од 1818. до 1829.                         |       |       |       |       |       |       |          |       |       |       |       |       |
| Година пописа                                                                     | 1818. | 1819. | 1820. | 1821. | 1822. | 1823. | 1824/25. | 1825. | 1826. | 1827. | 1828. | 1829. |
| Куће                                                                              | 16    | 17    | 19    | 17    | 19    | 19    | 19       | 19    | 20    | 22    | 22    | 21    |
| Пореске главе*                                                                    | -     | 18    | 20    | 20    | 19    | 21    | 22       | 19    | 19    | 20    | 21    | 22    |
| Арачке главе**                                                                    | 39    | 44    | 45    | 46    | 47    | 48    | 45       | 49    | 51    | 51    | 52    | 54    |
| *Пореске главе = Ожењени мушкарци \| ** Арачке главе = Мушкарци од 7 до 70 година |       |       |       |       |       |       |          |       |       |       |       |       |

| Година пописа     | 1948. | 1953. | 1961. | 1971. | 1981. | 1991. | 2002. |
| ----------------- | ----- | ----- | ----- | ----- | ----- | ----- | ----- |
| Број домаћинстава | 105   | 103   | 96    | 81    | 73    | 66    | 65    |

| Број чланова      | 1  | 2  | 3  | 4 | 5 | 6 | 7 | 8 | 9 | 10 и више | Просек |
| ----------------- | -- | -- | -- | - | - | - | - | - | - | --------- | ------ |
| Број домаћинстава | 19 | 20 | 12 | 8 | 4 | 2 | 0 | 0 | 0 | 0         | 2,45   |

| Пол    | Укупно | Неожењен/Неудата | Ожењен/Удата | Удовац/Удовица | Разведен/Разведена | Непознато |
| ------ | ------ | ---------------- | ------------ | -------------- | ------------------ | --------- |
| Мушки  | 64     | 9                | 45           | 4              | 3                  | 3         |
| Женски | 71     | 3                | 45           | 20             | 1                  | 2         |
| УКУПНО | 135    | 12               | 90           | 24             | 4                  | 5         |

| Пол    | Укупно                    | Пољопривреда, лов и шумарство | Рибарство                            | Вађење руде и камена | Прерађивачка индустрија       |
| ------ | ------------------------- | ----------------------------- | ------------------------------------ | -------------------- | ----------------------------- |
| Мушки  | 32                        | 17                            | 0                                    | 0                    | 7                             |
| Женски | 16                        | 10                            | 0                                    | 0                    | 1                             |
| УКУПНО | 48                        | 27                            | 0                                    | 0                    | 8                             |
| Пол    | Производња и снабдевање   | Грађевинарство                | Трговина                             | Хотели и ресторани   | Саобраћај, складиштење и везе |
| Мушки  | 0                         | 1                             | 3                                    | 0                    | 2                             |
| Женски | 0                         | 0                             | 1                                    | 1                    | 0                             |
| УКУПНО | 0                         | 1                             | 4                                    | 1                    | 2                             |
| Пол    | Финансијско посредовање   | Некретнине                    | Државна управа и одбрана             | Образовање           | Здравствени и социјални рад   |
| Мушки  | 0                         | 0                             | 0                                    | 0                    | 1                             |
| Женски | 0                         | 0                             | 1                                    | 1                    | 1                             |
| УКУПНО | 0                         | 0                             | 1                                    | 1                    | 2                             |
| Пол    | Остале услужне активности | Приватна домаћинства          | Екстериторијалне организације и тела | Непознато            | Непознато                     |
| Мушки  | 1                         | 0                             | 0                                    | 0                    | 0                             |
| Женски | 0                         | 0                             | 0                                    | 0                    | 0                             |
| УКУПНО | 1                         | 0                             | 0                                    | 0                    | 0                             |